# Cathédrale du Sacré-Cœur de Canton
Cette  cathédrale n’est pas la seule cathédrale du Sacré-Cœur.
La cathédrale du Sacré-Cœur de Jésus dénommée localement « shí shì » (石室) en mandarin (chambre de pierre) et « sek6 sat1 » en cantonais, se trouve à Guangzhou dans le district de Yuexiu. 
Elle est d'architecture néogothique et sert de cathédrale pour l'archidiocèse de Canton en République populaire de Chine.

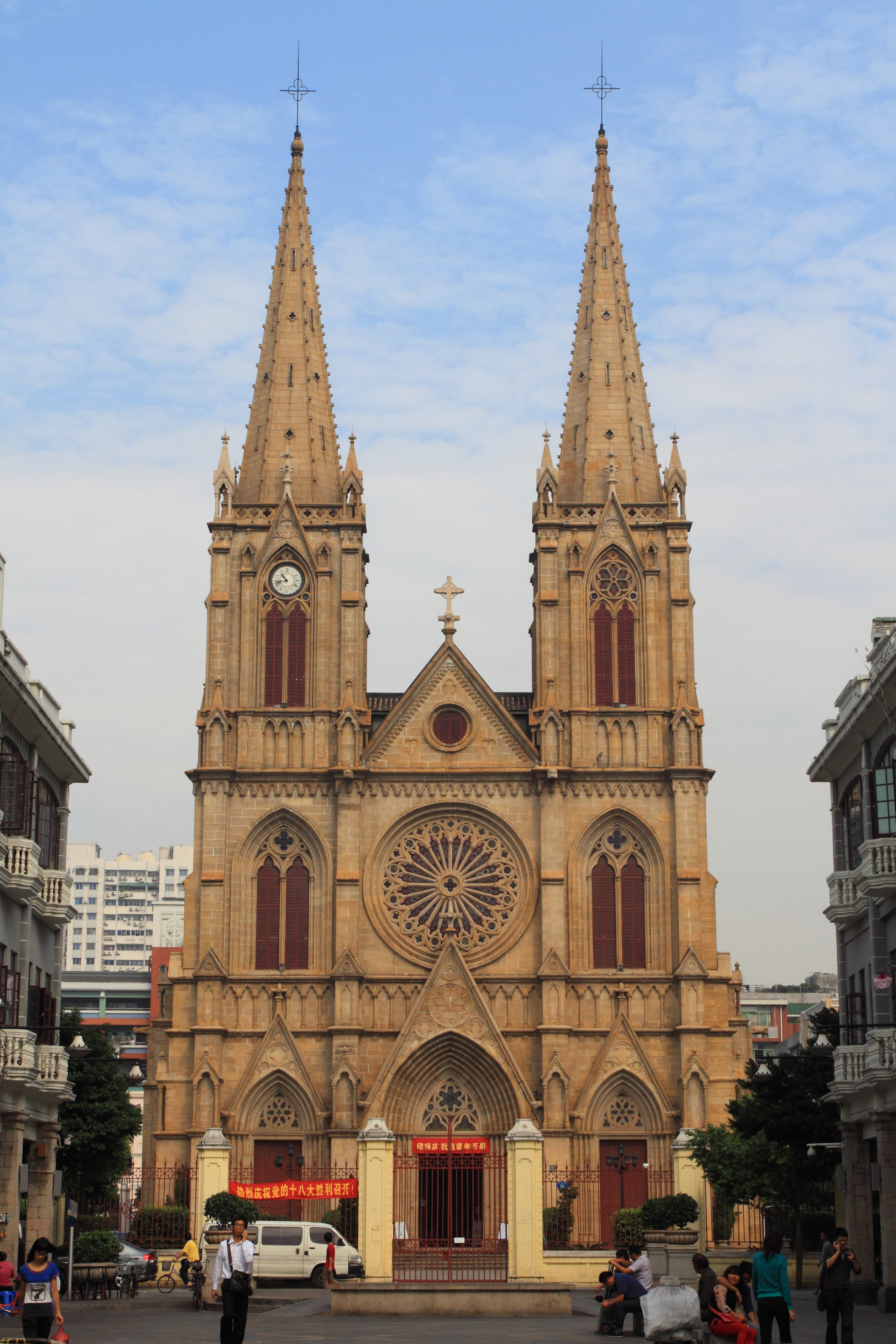
La façade sud

## Historique
La cathédrale a été construite selon les plans des architectes français Léon Vautrin et Humbert (qui surveilla les travaux) pour Philippe Guillemin (1814-1886) des MEP (Missions étrangères de Paris), préfet apostolique du Guangdong. L'empereur Napoléon III, sollicité par son épouse Eugénie, octroie 500 000 francs de subsides sur son argent personnel. Les fondations sont achevées en 1863 et la première pierre est bénite en grande pompe le 8 décembre 1863, fête de l'Immaculée Conception. Deux pierres venant des catacombes de Rome sont ensuite enchâssées. la cérémonie est suivie par le vice-roi de la Province des deux Kong (venu en palanquin soulevé par huit hommes), tous les hauts mandarins et un détachement de 300 Tartares et du côté européen par les hauts fonctionnaires locaux, dont tous les consuls de Canton, les missionnaires, une vingtaine de prêtres, et toute la foule requise. Les Chinois étaient les plus nombreux aux abords de l'édifice et dans les avenues pavoisées alentour. Le consul de France et l'évêque prononcent des discours.
Le chantier est arrêté en 1869, car le nouveau vice-roi interdit l'extraction des pierres. En vérité un mouvement xénophobe se fait jour. Guillemin obtient finalement gain de cause, après avoir rencontré les hauts mandarins de Pékin. Elle est presque achevée en 1873, après que le ministère des Affaires étrangères eut fait passer un vote de crédit supplémentaire à l'Assemblée Nationale et terminée en 1888. Guillemin n'a pas pu voir son œuvre achevée, car il meurt en 1886 à Paris, à l'âge de soixante-douze ans. Augustin Chausse (MEP) lui succède. Guillemin entreprit la construction annexe d'un évêché et d'un orphelinat près de la cathédrale, et d'une chapelle sur le tombeau de saint François Xavier à Sancian,.
Elle a été restaurée en 1925, en 1984-1986, et en 2004-2006.

## Description
La façade de la cathédrale est construite sur le modèle de la Basilique Sainte-Clotilde de Paris, tandis que la nef et le chœur reprennent comme modèle la Cathédrale Saint-Étienne de Toul. Elle possède deux tours, trois nefs et quatorze chapelles latérales. Ses 98 vitraux qui ont tant étonné les cantonais lors de la construction, ont été détruits pendant la Révolution culturelle. Ils ont été refaits par une entreprise de vitraux philippine, des textes en anglais remplacent les textes originaux en latin et français.
C’est la plus grande église en république populaire de Chine:
- Largeur : 35 m
- Longueur : 78,69 m
- Hauteur des tours jumelles : 58,5 m.

## Messes
Les messes en semaine et le dimanche et fêtes, sont en cantonais, mandarin et coréen. Il y a une messe en anglais le dimanche à 15h30.

## Notes et références

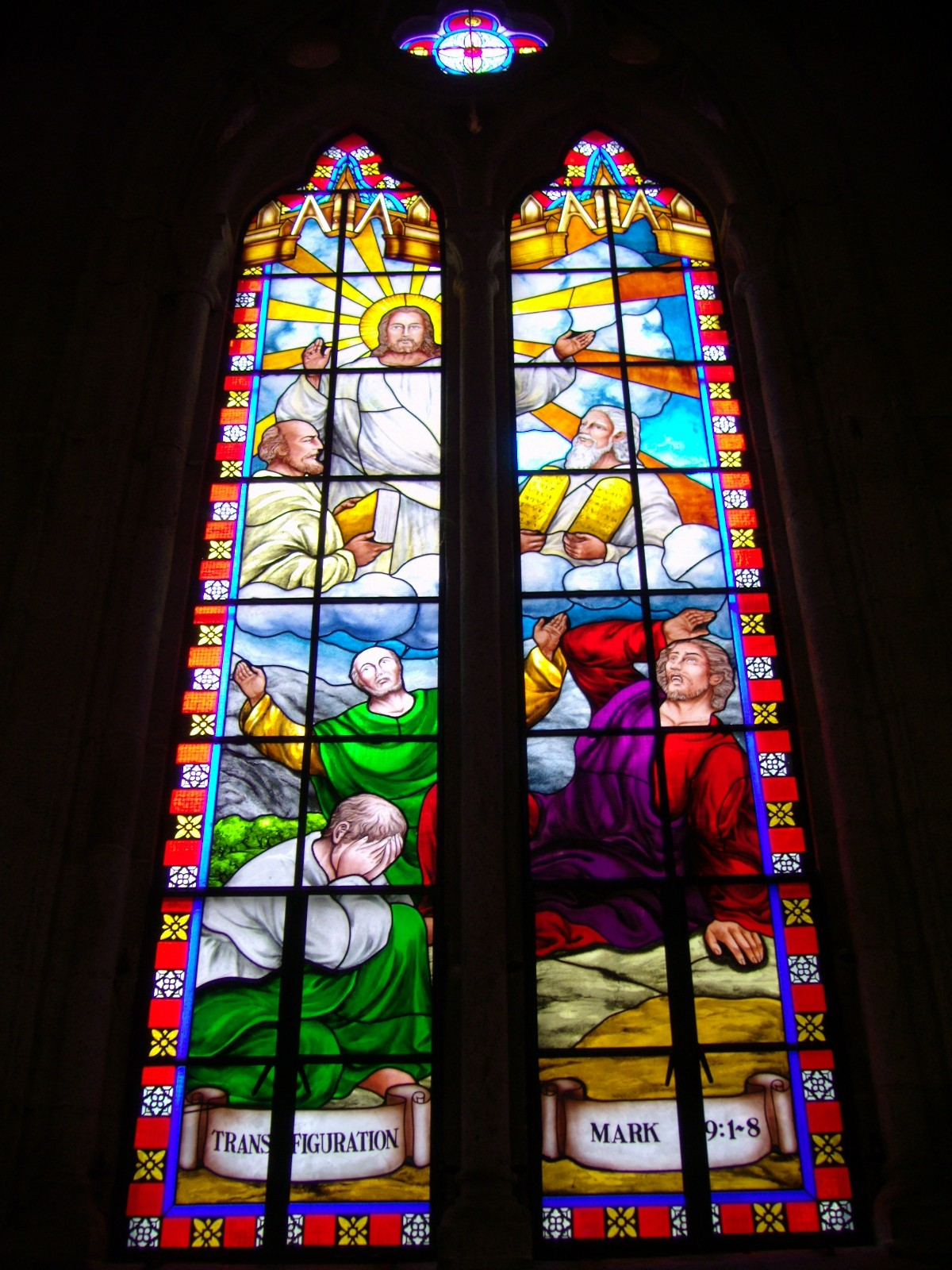
Un vitrail de la cathédrale représentant la Transfiguration de Jésus